# Warship (Fernsehserie)
Warship (Deutsch: Kriegsschiff) ist eine britische Fernsehserie, die in enger Kooperation von BBC, Royal Navy und der Australischen Marine entstand. Star der Serie ist die fiktive Fregatte Hero der Leander-Klasse. In den Niederlanden wurde die Serie unter dem Titel Alle hens aan dek (Deutsch: Alle Mann an Deck) ausgestrahlt. Die Erstausstrahlung erfolgte vom 7. Juni 1973 bis zum 29. März 1977 auf BBC1.

## Weitere technische Daten
Darsteller und Rollen:
- Donald Burton: Commander Mark Nialls
- Bryan Marshall: Commander Alan Glenn
- Derek Godfrey: Captain Edward Holt
- David Savile: Lieutenant Commander Derek “Porky” Beaumont
- Robert Morris: Lieutenant Commander James Napier

## Handlung
Die Serie thematisiert einerseits den Alltag auf Schiffen der Royal Navy, andererseits den Kalten Krieg, politische Krisen oder seepolizeiliche Aufgaben wie der Bekämpfung des Schmuggels.

## Produktionsnotizen

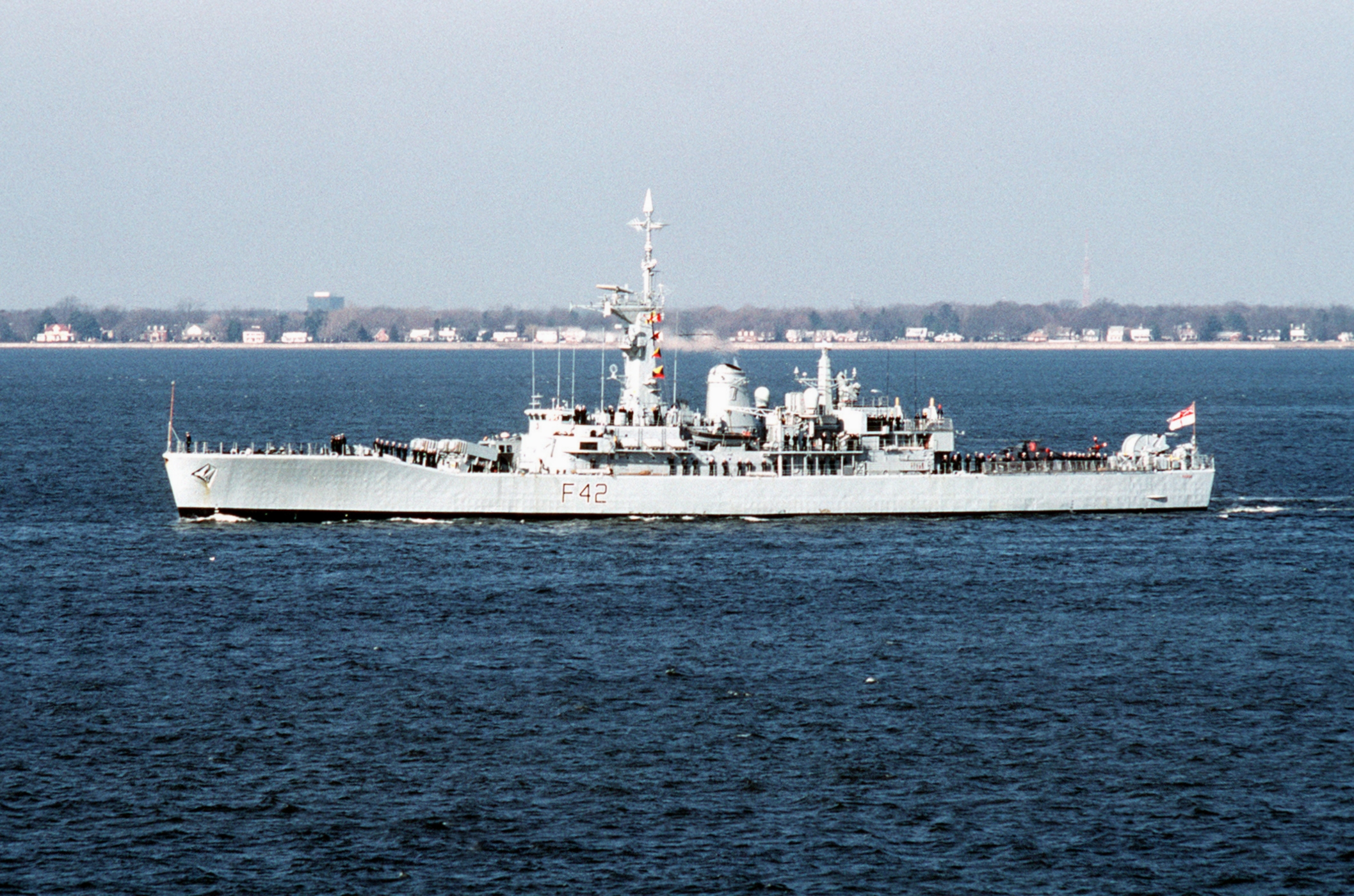
HMS Phoebe (F42) beim Einlaufen in die Hampton Roads (1990)

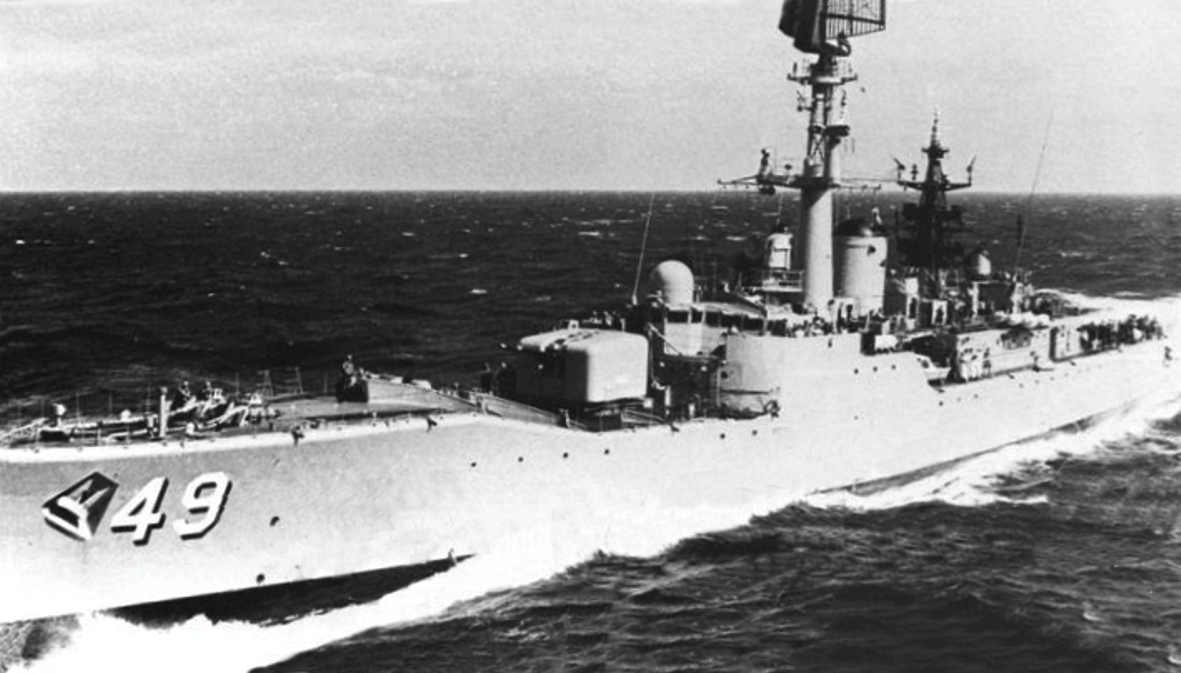
HMAS Derwent DE-49

Die Serie wurde hauptsächlich an Bord von HMS Phoebe gedreht, daneben jedoch auch auf sechs anderen Einheiten der Leander-Klasse. Für einige Szenen, die in Hongkong und Singapur gedreht wurden, diente HMAS Derwent als Kulisse. An den Dreharbeiten waren weiterhin beteiligt die Flugzeugträger Ark Royal und Bulwark, der Kreuzer Blake sowie das U-Boot Andrew der Royal Navy. Weitere Drehorte außerhalb Großbritanniens waren Gibraltar, Malta und Norwegen.
Die Idee zur Serie stammte von dem Marineoffizier Lieutenant Commander Ian Mackintosh und dem BBC-Produzenten Anthony Coburn. Vorbild war die britische Kriminalfernsehserie Task Force Police für die Polizei. Mackintosh wurde für seine Tätigkeit anlässlich seines Ausscheidens bei der Royal Navy 1976 der MBE verliehen. Mackintosh, Jg. 1940, gilt seit einem Flug über dem Golf von Alaska am 7. Juli 1979 als verschollen.

## Merchandising
Auf Grundlage der Serie entstanden drei Bücher und ein Brettspiel. Der Modellbauhersteller Airfix bewarb seinen 1969 erschienenen Plastikmodellbausatz (Maßstab 1/600) des Typschiffs der Leander-Klasse von 1975 bis 1979 mit dem Hinweis auf die BBC-Serie.

## Überlieferung
2014/15 erschien eine DVD-Edition der Serie. Einige Episoden sind auf youtube.com eingestellt.